# Norma dispositiva
La norma dispositiva es aquella norma jurídica de cuyo contenido puede prescindirse en virtud del principio de autonomía de la voluntad. Su ámbito normativo se reduce así a los casos en los que los individuos no establecen una regulación distinta a la dispuesta legalmente.
Cabe añadir que este tipo de normas son características del Derecho privado, parcela jurídica en la que predomina la libre voluntad de los individuos a la hora de establecer relaciones jurídicas. En todo caso, la mayor parte de la doctrina coincide en que tiene una aplicación prácticamente nula en el ámbito del Derecho Público. 
Sin embargo, hay autores que opinan que la norma dispositiva también se da en Derecho Público, en donde también hay un cierto margen para la autonomía de la voluntad. En cualquier caso, esta posición que suele ser refutada aludiendo a la confusión que se hace entre capacidad dispositiva y norma dispositiva. Así, la distinción entre estos conceptos da lugar a cierta polémica doctrinal.